# ヘンリー・プナ

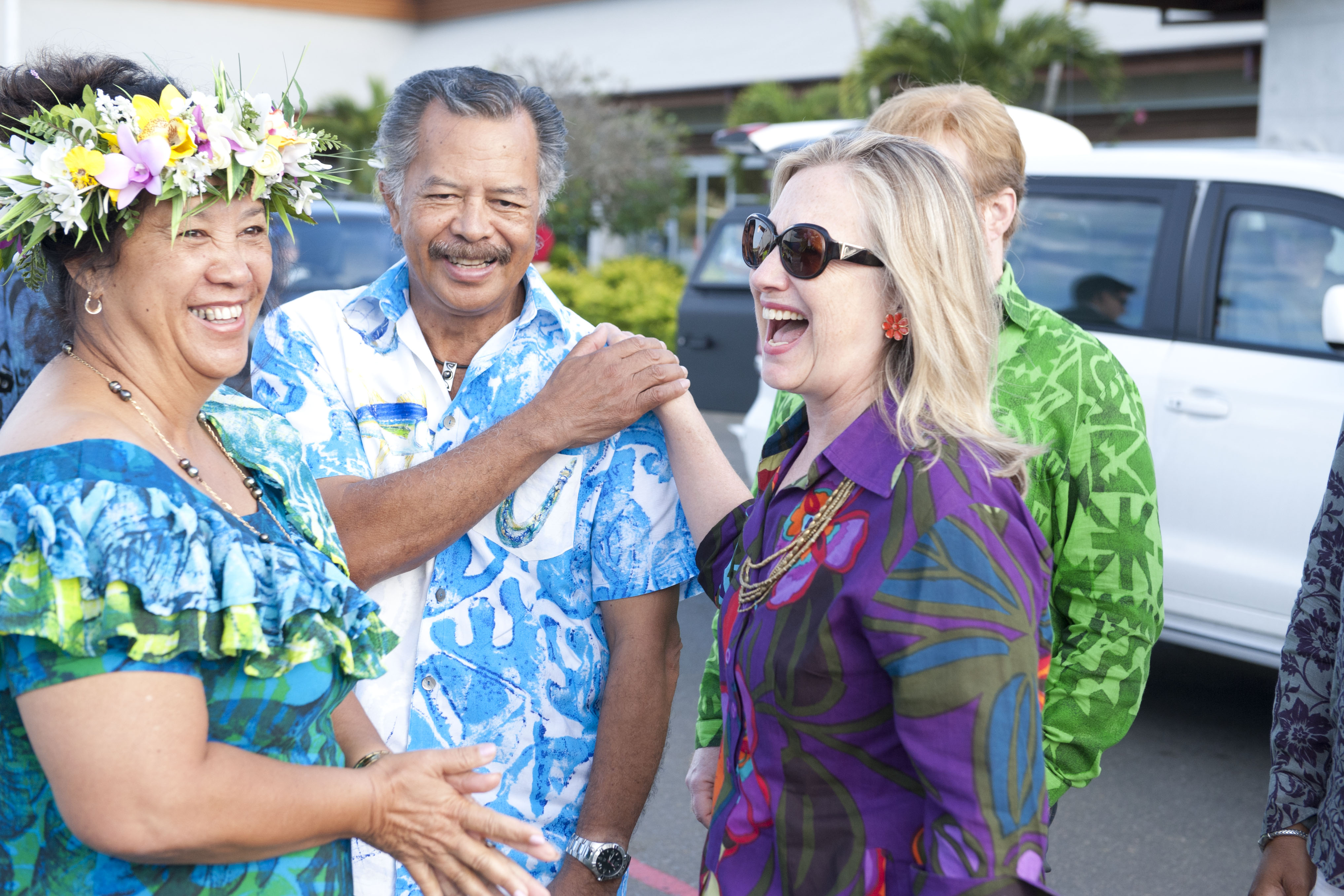
左から順にプナ夫人、プナ、ヒラリー・クリントン（2012年）

ヘンリー・トゥアケウ・プナ（英: Henry Tuakeu Puna、1949年7月29日 - ）は、クック諸島の政治家。現在、太平洋諸島フォーラム事務総長。2010年から約10年間、同国首相を務めた。クック諸島党の代表も務める。

## 政界入りまで
アイツタキ島で育ち、同島とラロトンガ島で教育を受けた後にオークランド大学とタスマニア大学で法学を修めた。政治家になるまでは弁護士をしていた。
父のトゥプアリキは国会議員を務めたことがあり、トゥプアリキの兄のウィリアム・エストールとンジェレティナ・プナも閣僚を務めた。

## 政治家として
2004年の総選挙でプナはマニヒキ選挙区から出馬し、首相のロバート・ウーントンと議席を争った。即日開票の結果プナが僅差で敗れたが、申し立てを受けた再集計で無効とされていた数票が認められ、双方の得票が同数となった。そして翌年行われた再選挙でプナが最終的に勝利した。
2006年9月にジョフリー・ヘンリーが党代表の座を退くと、プナが新代表に選出された。プナは同年の総選挙のマニヒキ選挙区でアピイ・ピホに敗れたが、党の代表職は続投した。しかし、国会での野党代表は務められないので、これにはトム・マースターズが就いた。2009年9月に党代表に再選されたが、議員に復帰するまでは弁護士や真珠養殖をしていた。2010年の総選挙でプナ率いるクック諸島党は24議席中16議席を占め、本人も議員に返り咲いた。そして同年11月30日に首相に任ぜられた。
2020年6月16日、ブナは年末に行われる太平洋諸島フォーラム事務総長選挙への立候補を目指すため9月までに首相を辞任し、マーク・ブラウン副首相兼財務大臣に譲ると表明。10月1日に首相を退任。2021年2月4日に太平洋諸島フォーラム事務総長選挙がオンラインで執行され、決選投票の結果、マーシャル諸島のジェラルド・ザッキオス駐米大使を9対8で下し当選した。同年5月24日に事務総長に就任。